# Marco Fraccaro
Marco Fraccaro (* 26. September 1926; † 2. April 2008) war einer der Pioniere der menschlichen Zytogenetik.

## Leben
Marco Fraccaro stammt aus Pavia. Dort absolvierte er auch Gymnasium und Medizinstudium. 1950 wurde er Assistenzprofessor am Institut für Pathologische Anatomie, das zu diesem Zeitpunkt unter der Leitung des Genetikers Buzzati-Traverso stand. 1954 wechselte er zu Lionel Penrose am Galton Laboratory, University College London. Von dort wechselte er dann an das Institut für Humangenetik in Uppsala (Schweden), zu Jan Book und war dort von 1955 bis 1958 stellvertretender Direktor des Instituts. In dieser Zeit veröffentlichte er zahlreiche Arbeiten im Bereich menschlicher Zytogenetik und speziell über Anomalien der Geschlechtschromosome. 1960 erhielt er den Ruf an das damals neu geschaffene Zytogenetik-Labor der Genetics Research Unit an der Oxford University unter der Leitung von Alan Stevenson.
1962 kehrte Marco Fraccaro nach Pavia an die dortige Universität zurück. Dort blieb er bis zu seiner Emeritierung im Jahre 2001 als Professor der Medizinischen Fakultät.
Das Katzenaugen-Syndrom wird auch als Schmid-Fraccaro-Syndrom bezeichnet, da er 1965 maßgeblich an der Erstbeschreibung des für diese Erkrankung typischen Extrachromosoms beteiligt war.

## Weblink
- Literatur von und über Marco Fraccaro im Katalog der Deutschen Nationalbibliothek